# Яново (Болгария)
Яново (болг. Яново) — село в Благоевградской области Болгарии. Входит в состав общины Сандански. Находится примерно в 22 км к юго-востоку от центра города Сандански и примерно в 73 км к юго-востоку от центра города Благоевград. По данным переписи населения 2011 года, в селе  проживал 161 человек.

## Население
| Год     | 1934 | 1946 | 1956 | 1965 | 1975 | 1985 | 1992 | 2001 | 2011 |
| ------- | ---- | ---- | ---- | ---- | ---- | ---- | ---- | ---- | ---- |
| Жителей | 364  | 555  | 609  | 489  | 355  | 315  | 257  | 213  | 161  |

| Национальность | Человек | Процент |
| -------------- | ------- | ------- |
| болгары        | 153     | 95,03%  |
| другие         | 8       | 4,97%   |
| Всего ответов  | 161     |         |

|  |